# Johannes Seemüller

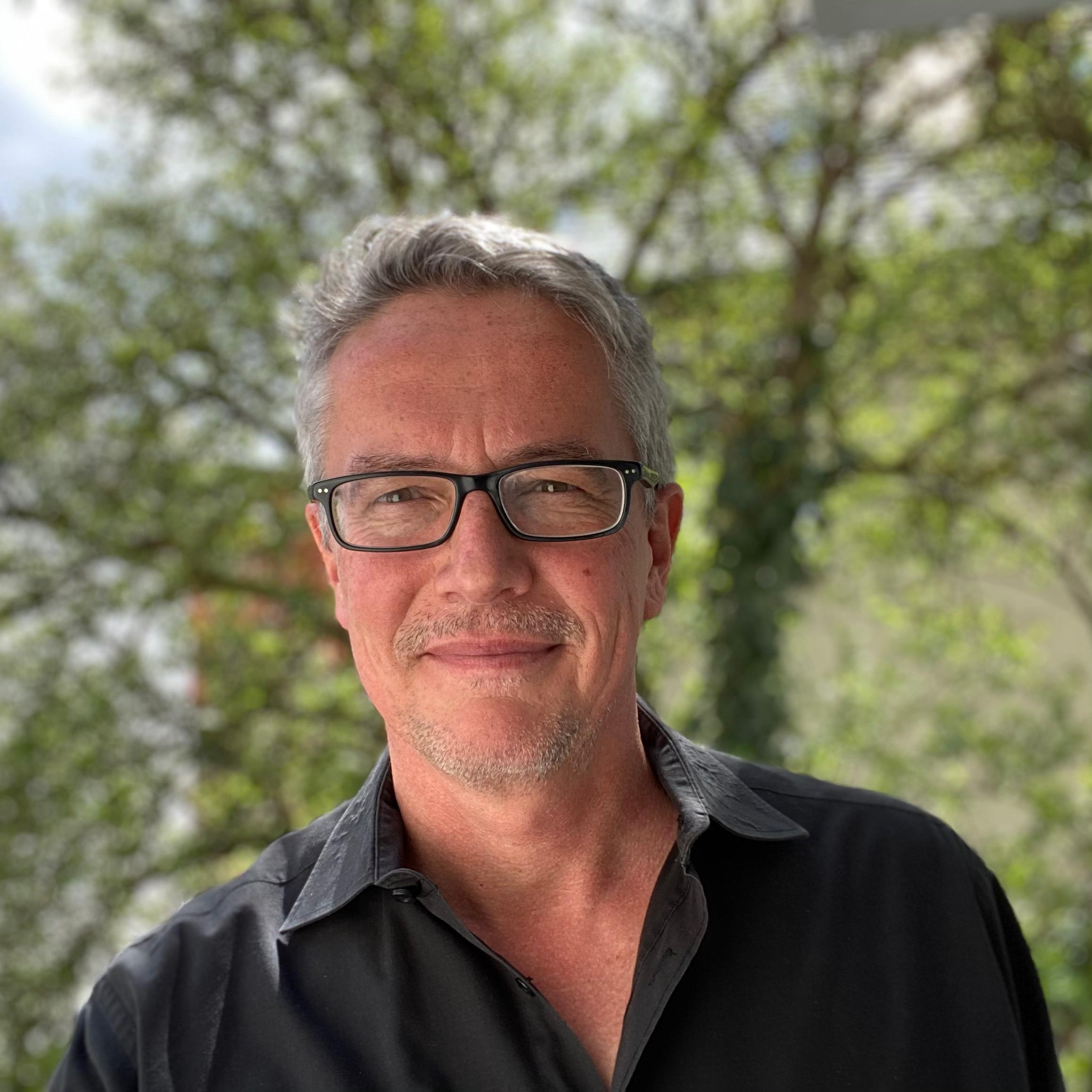
Johannes Seemüller (2021)

Johannes Seemüller (* 30. April 1966 in Bünde) ist ein deutscher Sportjournalist, Autor und Mediencoach.

## Leben
Nach einer Ausbildung zum Bankkaufmann absolvierte er ein Magister-Studium der Anglistik und Politikwissenschaft an der Uni Tübingen. Ab 1993 moderierte er Magazin- und Unterhaltungssendungen im Hörfunk des Südwestfunk Baden-Baden.
Im Jahr 1995 begann Seemüller seine Tätigkeit in der Sportredaktion des SWR-Fernsehen. Von 2001 bis 2015 moderierte er (im Wechsel mit Michael Antwerpes, Tom Bartels und Julia Scharf) die Magazinsendung Sport im Dritten. Er agierte außerdem als Interviewer für die ARD bei Sportübertragungen und arbeitete für das Erste bei sportlichen Großereignissen wie Olympischen Spielen, Paralympics oder Fußball-Weltmeisterschaften bzw. -Europameisterschaften als verantwortlicher Redakteur.
Seit 2015 arbeitet Seemüller bei SWR Sport als verantwortlicher Redakteur, Produzent und Autor für TV, Radio und Online.
2021 veröffentlichte Seemüller als Autor das Buch Am Limit – Wie Sportstars Krisen meistern. Darin erzählen Olympiasieger, Weltmeister und Champions-League-Sieger wie Gerald Asamoah, Matthias Behr, Karla Borger, Timo Hildebrand, Ottmar Hitzfeld, Clara Klug, Michael Köllner, Dominik Nerz, Elisabeth Seitz, Frank Stäbler und Kristina Vogel von ihrer Leidenschaft für den Sport und über die Schattenseiten wie Leistungsdruck, Schmerzen, Magersucht, Depressionen oder Ängste.
Außerdem ist Seemüller freiberuflich als Moderator von Talkrunden und Galas, als Mediencoach in Sachen Moderation und Kommunikation sowie als Autor u. a. für Grandios, die Süddeutsche Zeitung und den Deutschlandfunk tätig. Zudem ist Seemüller Herausgeber der Podcasts SINNsalabim und Am Limit – Wie Sportstars Krisen meistern.
Seemüller hat drei Kinder und lebt in Stuttgart.